# Mauricio Gallaga
Mauricio Gallaga Valdez (ur. 16 lipca 1972 w Irapuato) – były meksykański piłkarz występujący najczęściej na pozycji środkowego pomocnika, obecnie trener juniorów Tecos UAG.